# West Garo Hills
West Garo Hills (engelska: West Garo Hills District) är ett distrikt i Indien.   Det ligger i delstaten Meghalaya, i den östra delen av landet, 1 300 km öster om huvudstaden New Delhi. Antalet invånare är 643 291. Arean är 3 714 kvadratkilometer. West Garo Hills gränsar till Dhubri.
Terrängen i West Garo Hills är varierad.
Följande samhällen finns i West Garo Hills:
- Tura